# 二俣翔一
二俣 翔一（ふたまた しょういち、2002年10月21日 - ）は、静岡県御前崎市出身のプロ野球選手（内野手、外野手）。右投右打。広島東洋カープ所属。

## 経歴

### プロ入り前
御前崎市立第一小学校在学時に黒潮野球スポーツ少年団で、御前崎市立浜岡中学校在学時に小笠浜岡リトルシニアにてプレー。小学生時代のチームメイトに佐々木健がいる。
磐田東高校1年時から遊撃手でレギュラーで、2年夏に捕手に転向。3年夏の静岡県代替大会は4回戦で敗退し、甲子園出場経験はない。また救援で登板した際には140km/h超の速球を投げた。
2020年10月26日に行われたプロ野球ドラフト会議において広島東洋カープから育成1位指名を受け、11月19日に支度金290万円、年俸250万円（金額は推定）で仮契約した。背番号は121。

### 広島時代
2021年は、1年目の育成選手ながらウエスタン・リーグ46試合に出場し、打率.218、4本塁打、14打点の成績を挙げた。
2022年、捕手から内野手にコンバートされ、主に三塁手としてウエスタン・リーグ62試合に出場。打率.246、3本塁打、18打点の成績を残した。シーズン終了後の11月14日に支配下選手登録されることが発表された。新しい背番号は99。
2023年は、前年のメインだった三塁手としての他、二塁手、遊撃手、外野手としてもウエスタン・リーグ公式戦に出場。この年に初めて出場したフレッシュオールスターゲームでは二塁で好守備を見せた。8月はウエスタン・リーグ15試合に出場し、打率.283、4打点の打撃成績で、広島二軍戦を中継するちゅピCOMの解説者らが選考する「ちゅピCOM若ゴイ大賞」の8月の月間大賞に選出された。9月3日、曽根海成の特例抹消・代替指名選手として一軍初登録、出場機会の無いまま9月5日に特例入替により登録抹消。
2024年は、開幕直後に新外国人のマット・レイノルズ、ジェイク・シャイナーが相次いで故障離脱したため、中村奨成と共に3月31日に一軍昇格。4月4日の対東京ヤクルトスワローズ戦（マツダ）にて代打で一軍初出場を果たすと、4月19日の対読売ジャイアンツ戦（マツダ）に8回一死で代打に入り左前打を放ち、プロ初安打を記録した。4月25日の対ヤクルト戦（明治神宮野球場）では「7番・左翼手」でプロ初先発出場となり、第1打席でプロ初本塁打を記録した。5月22日の対阪神タイガース戦（マツダ）では9回に相手守護神・岩崎優から11球粘って四球をもぎ取る執念も見せた。シーズンを通して一軍に帯同し、主にバックアップ要員として一定の存在感を示した。
2025年はオープン戦で結果を残し続け、開幕戦に「1番・中堅手」で先発出場した。開幕直後の4月2日のヤクルト戦（明治神宮野球場）において、延長10回無死一塁の場面でバントを試みた際にファウルチップとなり、ボールが顔面を直撃。上下の前歯計8本が欠け、口内を8針縫う怪我を負ったが、鼻から下を黒い布で覆って口元を隠し、翌日の試合に出場した。しかし徐々に成績が下降し、同時期に末包昇大や中村奨成らが好調であったこともあり、同7日のヤクルト戦を最後に先発出場がなくなった。5月19日時点では31試合の出場で打率.160、1本塁打、2打点という成績で、同日出場選手登録を抹消された。二軍調整を経て、7月15日に再び一軍に昇格し、同日の横浜DeNAベイスターズ戦で即先発出場した。

## 選手としての特徴・人物
三塁を中心に内・外野の全ポジションを高い守備力でこなすユーティリティープレイヤー。高校通算21本塁打、遠投120mの強肩、50m走6.2秒の俊足を誇る。プロ入り当初は捕手であり、二塁送球の最速タイムは1.79秒を記録していた。2024年にゴールデングラブ賞を受賞した矢野雅哉は、二俣の凄さについて、「球際の強さ」と「送球の強さ」を挙げている。
打撃では中・長距離打者タイプであり、粘り強さと思い切りの良さが持ち味。2024年の秋季キャンプから宮﨑敏郎を参考に歩幅を極端に狭め、グリップの位置を下げ、脱力を意識したフォームに取り組んでいる。
主な愛称は「マティ」。なお、広島の先輩である菊池涼介からは「三又又三」と呼ばれている。
ジュビロ磐田のファン。

## 詳細情報

### 年度別打撃成績
| 年 度     | 球 団     | 試 合 | 打 席 | 打 数 | 得 点 | 安 打 | 二 塁 打 | 三 塁 打 | 本 塁 打 | 塁 打 | 打 点 | 盗 塁 | 盗 塁 死 | 犠 打 | 犠 飛 | 四 球 | 敬 遠 | 死 球 | 三 振 | 併 殺 打 | 打 率 | 出 塁 率 | 長 打 率 | O P S |
| --------- | --------- | ----- | ----- | ----- | ----- | ----- | -------- | -------- | -------- | ----- | ----- | ----- | -------- | ----- | ----- | ----- | ----- | ----- | ----- | -------- | ----- | -------- | -------- | ----- |
| 2024      | 広島      | 80    | 122   | 107   | 7     | 21    | 4        | 0        | 1        | 28    | 7     | 1     | 0        | 6     | 0     | 8     | 0     | 1     | 26    | 3        | .196  | .259     | .262     | .520  |
| 通算：1年 | 通算：1年 | 80    | 122   | 107   | 7     | 21    | 4        | 0        | 1        | 28    | 7     | 1     | 0        | 6     | 0     | 8     | 0     | 1     | 26    | 3        | .196  | .259     | .262     | .520  |

- 2024年度シーズン終了時

### 年度別守備成績
内野守備
| 年 度 | 球 団 | 一塁  | 一塁  | 一塁  | 一塁  | 一塁  | 一塁     | 二塁  | 二塁  | 二塁  | 二塁  | 二塁  | 二塁     | 三塁  | 三塁  | 三塁  | 三塁  | 三塁  | 三塁     | 遊撃  | 遊撃  | 遊撃  | 遊撃  | 遊撃  | 遊撃     |
| 年 度 | 球 団 | 試 合 | 刺 殺 | 補 殺 | 失 策 | 併 殺 | 守 備 率 | 試 合 | 刺 殺 | 補 殺 | 失 策 | 併 殺 | 守 備 率 | 試 合 | 刺 殺 | 補 殺 | 失 策 | 併 殺 | 守 備 率 | 試 合 | 刺 殺 | 補 殺 | 失 策 | 併 殺 | 守 備 率 |
| ----- | ----- | ----- | ----- | ----- | ----- | ----- | -------- | ----- | ----- | ----- | ----- | ----- | -------- | ----- | ----- | ----- | ----- | ----- | -------- | ----- | ----- | ----- | ----- | ----- | -------- |
| 2024  | 広島  | 6     | 23    | 5     | 0     | 2     | 1.000    | 9     | 12    | 15    | 0     | 6     | 1.000    | 21    | 4     | 9     | 1     | 0     | .929     | 11    | 6     | 8     | 1     | 0     | .933     |
| 通算  | 通算  | 6     | 23    | 5     | 0     | 2     | 1.000    | 9     | 12    | 15    | 0     | 6     | 1.000    | 21    | 4     | 9     | 1     | 0     | .929     | 11    | 6     | 8     | 1     | 0     | .933     |

外野守備
| 年 度 | 球 団 | 外野  | 外野  | 外野  | 外野  | 外野  | 外野     |
| 年 度 | 球 団 | 試 合 | 刺 殺 | 補 殺 | 失 策 | 併 殺 | 守 備 率 |
| ----- | ----- | ----- | ----- | ----- | ----- | ----- | -------- |
| 2024  | 広島  | 20    | 24    | 0     | 0     | 0     | 1.000    |
| 通算  | 通算  | 20    | 24    | 0     | 0     | 0     | 1.000    |

- 2024年度シーズン終了時

### 記録
初記録
- 初出場・初打席：2024年4月4日、対東京ヤクルトスワローズ2回戦（MAZDA Zoom-Zoom スタジアム広島）、6回裏に塹江敦哉の代打で出場、高橋奎二から遊ゴロ
- 初安打：2024年4月19日、対読売ジャイアンツ4回戦（MAZDA Zoom-Zoom スタジアム広島）、8回裏に高梨雄平から左前安打
- 初先発出場：2024年4月25日、対東京ヤクルトスワローズ4回戦（明治神宮野球場）、「7番・左翼手」で先発出場
- 初本塁打・初打点：同上、2回裏に高橋奎二から左越ソロ
- 初盗塁：2024年5月31日、対福岡ソフトバンクホークス1回戦（みずほPayPayドーム福岡）、8回表に二盗（投手：松本裕樹、捕手：海野隆司）

### 背番号
- 121（2021年[9] - 2022年）
- 99（2023年[12] - ）